# Segunda Categoría de Pichincha 2021
El Campeonato Provincial de Segunda Categoría de Pichincha 2021 fue un torneo de fútbol en Ecuador en el cual compitieron equipos de la provincia de Pichincha. Fue organizado por la Asociación de Fútbol No Amateur de Pichincha (AFNA) y avalado por la Federación Ecuatoriana de Fútbol. El evento inició el 18 de mayo y finalizó el 14 de agosto. Participaron 12 clubes de fútbol y entregó cuatro cupos a la siguiente fase del Ascenso Nacional 2021. El campeón provincial se clasificó además a la primera fase de la Copa Ecuador 2022.

## Sistema de campeonato
El sistema de juego determinado por la Asociación de Fútbol No Amateur de Pichincha fue el siguiente:
- Primera fase: Los 12 equipos fueron divididos en dos grupos de seis clubes cada uno por sorteo realizado el 26 de marzo de 2021, se jugó todos contra todos en ida y vuelta (10 fechas), en cada grupo los tres primeros equipos avanzaron a la siguiente fase.[2][5]
- Hexagonal final: Se jugó con los seis equipos clasificados de la fase anterior, fue todos contra todos en ida y vuelta (10 fechas) donde el club que terminó primero fue declarado campeón, el que terminó segundo fue subcampeón; estos dos equipos clasificaron a los play-offs del Ascenso Nacional 2021 al igual que los equipos que finalizaron en el tercer y cuarto puesto, además el campeón clasificó a la Copa Ecuador 2022.[2]

## Ascendidos
| Pos. | Ascendidos del Ascenso Pichincha |
| ---- | -------------------------------- |
| 1.ª  | Juventud Junior                  |
| 2.ª  | Deportivo Meridiano              |
| 3.ª  | Miguel Iturralde                 |

## Equipos participantes
| Equipos participantes                 | Equipos participantes | Equipos participantes                              |
| ------------------------------------- | --------------------- | -------------------------------------------------- |
|                                       |                       |                                                    |
| Equipo                                | Ciudad                | Estadio                                            |
| Club Deportivo Meridiano              | Quito (Pomasqui)      | Estadio de la Liga Parroquial de Pomasqui          |
| Sociedad Deportiva Rayo               | Cayambe               | Estadio Olímpico Guillermo Albornoz                |
| Sociedad Deportivo Quito              | Quito                 | Estadio Olímpico Atahualpa                         |
| Club General Miguel Iturralde         | Quito (Guayllabamba)  | Estadio de la Liga Parroquial de Guayllabamba      |
| Club Deportivo Mayor Pedro Traversari | Quito                 | Estadio General Rumiñahui                          |
| Club Deportivo Juventud               | Quito (Guayllabamba)  | Estadio de la Liga Parroquial de Guayllabamba      |
| Aussie Fútbol Club                    | Quito (Guayllabamba)  | Estadio de la Liga Parroquial de Guayllabamba      |
| Juventud Independiente Tabacundo      | Tabacundo             | Estadio de la Liga Deportiva Cantonal de Tabacundo |
| Universidad San Francisco de Quito    | Quito (Cumbayá)       | Estadio Francisco Reinoso                          |
| Sandino Fútbol Club                   | Quito                 | Estadio de la Liga Parroquial de Nono              |
| Club Deportivo Espoli                 | Quito                 | Estadio Olímpico Atahualpa                         |
| Club Deportivo Da Encarnação          | Quito                 | Estadio de la Liga Barrial de Carcelén             |

## Equipos por cantón
| Cantón        | N.º | Equipos |
| ------------- | --- | --- |
| Quito         | 10  | - Deportivo Quito - Aampetra - Aussie - Espoli - Juventud - Da Encarnação - Universidad San Francisco - Deportivo Meridiano - Miguel Iturralde - Sandino |
| Cayambe       | 1   | - S. D. Rayo |
| Pedro Moncayo | 1   | - JIT |

| Deportivo Quito Espoli Juventud Aussie Aampetra Rayo Sandino JIT U. San Francisco Da Encarnação Meridiano |

## Primera fase

### Grupo A

#### Clasificación
| Pos. | Equipo                    | Pts. | PJ | G | E | P | GF | GC | Dif. | Clasificación   |
| ---- | ------------------------- | ---- | -- | - | - | - | -- | -- | ---- | --------------- |
| 1    | Deportivo Meridiano       | 22   | 9  | 7 | 1 | 1 | 17 | 7  | +10  | Hexagonal final |
| 2    | Espoli                    | 19   | 9  | 6 | 1 | 2 | 19 | 9  | +10  | Hexagonal final |
| 3    | Deportivo Quito           | 12   | 9  | 3 | 3 | 3 | 11 | 11 | 0    | Hexagonal final |
| 4    | JI de Tabacundo           | 8    | 9  | 2 | 2 | 5 | 5  | 9  | −4   |                 |
| 5    | S. D. Rayo                | 8    | 9  | 2 | 2 | 5 | 11 | 17 | −6   |                 |
| 6    | Universidad San Francisco | 6    | 9  | 1 | 3 | 5 | 8  | 18 | −10  |                 |

 Fuente: AFNA Pichincha, @AscensoEcuador, GALA Deporte
Criterios de clasificación: 1) Puntos; 2) Diferencia de goles; 3) Goles marcados; 4) Goles de visitante

#### Evolución de la clasificación
| Equipo / Fecha            | 01 | 02 | 03 | 04 | 05 | 06 | 07 | 08 | 09 | 10 |
| ------------------------- | -- | -- | -- | -- | -- | -- | -- | -- | -- | -- |
| Deportivo Meridiano       | 3  | 2  | 2  | 2  | 2  | 2  | 1  | 1  | 1  | 1  |
| Espoli                    | 2  | 1  | 1  | 1  | 1  | 1  | 2  | 2  | 2  | 2  |
| Deportivo Quito           | 6  | 3  | 3  | 3  | 3  | 4  | 4  | 3  | 3  | 3  |
| JI de Tabacundo           | 4  | 6  | 6  | 6  | 5  | 6  | 6  | 4  | 4  | 4  |
| S. D. Rayo                | 1  | 4  | 4  | 4  | 6  | 3  | 3  | 5  | 5  | 5  |
| Universidad San Francisco | 5  | 5  | 5  | 5  | 4  | 5  | 5  | 6  | 6  | 6  |

#### Resultados
- Los horarios corresponden al huso horario de Ecuador: (UTC-5).

| Deportivo Quito     | 1 - 3 | Espoli                    | Olímpico Atahualpa          | 18 de mayo | 16:00 |
| S. D. Rayo          | 4 - 2 | Universidad San Francisco | Olímpico Guillermo Albornoz | 19 de mayo | 11:00 |
| Deportivo Meridiano | 1 - 0 | JI de Tabacundo           | Liga Parr. de Pomasqui      | 19 de mayo | 12:00 |

| Universidad San Francisco | 1 - 2 | Deportivo Meridiano | Francisco Reinoso        | 22 de mayo | 10:30 |
| Espoli                    | 4 - 0 | S. D. Rayo          | San Antonio de Pichincha | 22 de mayo | 11:00 |
| JI de Tabacundo           | 0 - 2 | Deportivo Quito     | Liga Parr. de Pintag     | 23 de mayo | 11:00 |

| Universidad San Francisco | 0 - 0 | JI de Tabacundo | Francisco Reinoso      | 26 de mayo | 10:30 |
| Deportivo Meridiano       | 1 - 2 | Espoli          | Liga Parr. de Pomasqui | 26 de mayo | 12:00 |
| Deportivo Quito           | 2 - 2 | S. D. Rayo      | Complejo Ney Mancheno  | 26 de mayo | 14:00 |

| Espoli          | 1 - 0 | JI de Tabacundo           | San Antonio de Pichincha    | 29 de mayo | 11:00 |
| Deportivo Quito | 0 - 0 | Universidad San Francisco | Complejo Ney Mancheno       | 29 de mayo | 12:00 |
| S. D. Rayo      | 1 - 3 | Deportivo Meridiano       | Olímpico Guillermo Albornoz | 29 de mayo | 14:00 |

| Universidad San Francisco | 3 - 2 | Espoli          | Francisco Reinoso      | 5 de junio | 10:30 |
| Deportivo Meridiano       | 4 - 2 | Deportivo Quito | Liga Parr. de Pomasqui | 5 de junio | 12:00 |
| JI de Tabacundo           | 0 - 3 | S. D. Rayo      | Liga Parr. de Pintag   | 6 de junio | 12:00 |

| Espoli          | 3 - 1 | Universidad San Francisco | San Antonio de Pichincha    | 9 de junio | 11:00 |
| S. D. Rayo      | 0 - 0 | JI de Tabacundo           | Olímpico Guillermo Albornoz | 9 de junio | 14:00 |
| Deportivo Quito | 0 - 1 | Deportivo Meridiano       | Complejo Ney Mancheno       | 9 de junio | 14:00 |

| Universidad San Francisco | 1 - 1 | Deportivo Quito | Francisco Reinoso      | 12 de junio | 10:30 |
| Deportivo Meridiano       | 2 - 0 | S. D. Rayo      | Liga Parr. de Pomasqui | 12 de junio | 14:30 |
| JI de Tabacundo           | 1 - 0 | Espoli          | Liga Parr. de Pintag   | 13 de junio | 12:00 |

| Espoli          | 1 - 1 | Deportivo Meridiano       | San Antonio de Pichincha    | 16 de junio | 11:00 |
| JI de Tabacundo | 4 - 0 | Universidad San Francisco | Liga Parr. de Pintag        | 16 de junio | 12:00 |
| S. D. Rayo      | 0 - 1 | Deportivo Quito           | Olímpico Guillermo Albornoz | 16 de junio | 14:00 |

| Deportivo Meridiano | 2 - 0 | Universidad San Francisco | Liga Parr. de Pomasqui      | 19 de junio | 14:00 |
| Deportivo Quito     | 2 - 0 | JI de Tabacundo           | Complejo Ney Mancheno       | 19 de junio | 14:00 |
| S. D. Rayo          | 1 - 3 | Espoli                    | Olímpico Guillermo Albornoz | 19 de junio | 14:00 |

| Espoli                    | - | Deportivo Quito     | No se programó | No se programó | No se programó |
| Universidad San Francisco | - | S. D. Rayo          | No se programó | No se programó | No se programó |
| JI de Tabacundo           | - | Deportivo Meridiano | No se programó | No se programó | No se programó |

#### Tabla de resultados cruzados
| Local \ Visitante         | SDQ | ESP | RAY | USF | MER | JIT |
| ------------------------- | --- | --- | --- | --- | --- | --- |
| Deportivo Quito           | —   | 1–3 | 2–2 | 0–0 | 0–1 | 2–0 |
| Espoli                    | —   | —   | 4–0 | 3–1 | 1–1 | 1–0 |
| S. D. Rayo                | 0–1 | 1–3 | —   | 4–2 | 1–3 | 0–0 |
| Universidad San Francisco | 1–1 | 3–2 | —   | —   | 1–2 | 0–0 |
| Deportivo Meridiano       | 4–2 | 1–2 | 2–0 | 2–0 | —   | 1–0 |
| JI de Tabacundo           | 0–2 | 1–0 | 0–3 | 4–0 | —   | —   |

### Grupo B

#### Clasificación
| Pos. | Equipo           | Pts. | PJ | G | E | P | GF | GC | Dif. | Clasificación   |
| ---- | ---------------- | ---- | -- | - | - | - | -- | -- | ---- | --------------- |
| 1    | Juventud         | 20   | 9  | 6 | 2 | 1 | 12 | 3  | +9   | Hexagonal final |
| 2    | Aampetra         | 18   | 10 | 5 | 3 | 2 | 24 | 9  | +15  | Hexagonal final |
| 3    | Miguel Iturralde | 18   | 10 | 5 | 3 | 2 | 15 | 13 | +2   | Hexagonal final |
| 4    | Da Encarnação    | 16   | 10 | 5 | 1 | 4 | 13 | 11 | +2   |                 |
| 5    | Aussie           | 6    | 9  | 2 | 0 | 7 | 11 | 22 | −11  |                 |
| 6    | Sandino          | 4    | 10 | 1 | 1 | 8 | 7  | 24 | −17  |                 |

 Fuente: AFNA Pichincha, @AscensoEcuador, GALA Deporte
Criterios de clasificación: 1) Puntos; 2) Diferencia de goles; 3) Goles marcados; 4) Goles de visitante

#### Evolución de la clasificación
| Equipo / Fecha   | 01 | 02 | 03 | 04 | 05 | 06 | 07 | 08 | 09 | 10 |
| ---------------- | -- | -- | -- | -- | -- | -- | -- | -- | -- | -- |
| Juventud         | 2  | 4  | 2  | 1  | 1  | 1  | 1  | 1  | 1  | 1  |
| Aampetra         | 1  | 2  | 4  | 4  | 4  | 4  | 3  | 4  | 3  | 2  |
| Miguel Iturralde | 5  | 5  | 3  | 3  | 3  | 3  | 2  | 2  | 4  | 3  |
| Da Encarnação    | 3  | 1  | 1  | 2  | 2  | 2  | 4  | 3  | 2  | 4  |
| Aussie           | 4  | 3  | 5  | 5  | 5  | 5  | 5  | 5  | 5  | 5  |
| Sandino          | 6  | 6  | 6  | 6  | 6  | 6  | 6  | 6  | 6  | 6  |

#### Resultados
- Los horarios corresponden al huso horario de Ecuador: (UTC-5).

| Juventud      | 2 - 1 | Aussie           | General Rumiñahui        | 19 de mayo | 10:00 |
| Da Encarnação | 4 - 1 | Miguel Iturralde | Liga Barrial de Carcelén | 19 de mayo | 11:00 |
| Aampetra      | 4 - 1 | Sandino          | General Rumiñahui        | 19 de mayo | 14:00 |

| Sandino          | 1 - 3 | Da Encarnação | Liga Parr. de Nono         | 22 de mayo | 11:30 |
| Miguel Iturralde | 1 - 0 | Juventud      | Liga Parr. de Guayllabamba | 22 de mayo | 12:00 |
| Aussie           | 3 - 2 | Aampetra      | Liga Parr. de Guayllabamba | 23 de mayo | 11:00 |

| Da Encarnação    | 1 - 0 | Aussie   | Liga Barrial de Carcelén   | 26 de mayo | 11:00 |
| Juventud         | 1 - 0 | Aampetra | General Rumiñahui          | 26 de mayo | 11:00 |
| Miguel Iturralde | 1 - 1 | Sandino  | Liga Parr. de Guayllabamba | 26 de mayo | 12:00 |

| Aampetra | 3 - 0 | Da Encarnação    | General Rumiñahui          | 29 de mayo | 10:00 |
| Aussie   | 1 - 2 | Miguel Iturralde | Liga Parr. de Guayllabamba | 29 de mayo | 11:00 |
| Juventud | 3 - 0 | Sandino          | General Rumiñahui          | 30 de mayo | 11:00 |

| Da Encarnação    | 0 - 2 | Juventud | Liga Barrial de Carcelén   | 5 de junio | 11:00 |
| Miguel Iturralde | 1 - 1 | Aampetra | Liga Parr. de Guayllabamba | 5 de junio | 12:00 |
| Sandino          | 1 - 3 | Aussie   | Liga Parr. de Guayllabamba | 6 de junio | 11:00 |

| Aampetra | 2 - 2 | Miguel Iturralde | General Rumiñahui          | 9 de junio | 10:00 |
| Aussie   | 0 - 2 | Sandino          | Liga Parr. de Guayllabamba | 9 de junio | 11:00 |
| Juventud | 1 - 1 | Da Encarnação    | General Rumiñahui          | 9 de junio | 14:15 |

| Miguel Iturralde | 4 - 2 | Aussie   | Liga Parr. de Guayllabamba | 12 de junio | 10:00 |
| Da Encarnação    | 0 - 2 | Aampetra | Liga Barrial de Carcelén   | 12 de junio | 11:00 |
| Sandino          | 0 - 2 | Juventud | Liga Parr. de Nono         | 12 de junio | 14:15 |

| Aussie   | 0 - 3 | Da Encarnação    | Liga Parr. de Guayllabamba | 16 de junio | 10:00 |
| Aampetra | 0 - 0 | Juventud         | General Rumiñahui          | 16 de junio | 10:00 |
| Sandino  | 1 - 2 | Miguel Iturralde | Liga Parr. de Nono         | 16 de junio | 14:15 |

| Da Encarnação | 1 - 0 | Sandino          | Liga Barrial de San Carlos | 19 de junio | 10:00 |
| Juventud      | 1 - 0 | Miguel Iturralde | Liga Parr. de Guayllabamba | 19 de junio | 10:00 |
| Aampetra      | 5 - 1 | Aussie           | General Rumiñahui          | 19 de junio | 10:00 |

| Miguel Iturralde | 1 - 0 | Da Encarnação | Liga Parr. de Guayllabamba | 26 de junio    | 11:00          |
| Sandino          | 0 - 5 | Aampetra      | Liga Barrial de San Carlos | 26 de junio    | 11:00          |
| Aussie           | -     | Juventud      | No se programó             | No se programó | No se programó |

#### Tabla de resultados cruzados
| Local \ Visitante | AAM | JUV | AUS | ENC | SAN | MIG |
| ----------------- | --- | --- | --- | --- | --- | --- |
| Aampetra          | —   | 0–0 | 5–1 | 3–0 | 4–1 | 2–2 |
| Juventud          | 1–0 | —   | 2–1 | 1–1 | 3–0 | 1–0 |
| Aussie            | 3–2 | —   | —   | 0–3 | 0–2 | 1–2 |
| Da Encarnação     | 0–2 | 0–2 | 1–0 | —   | 1–0 | 4–1 |
| Sandino           | 0–5 | 0–2 | 1–3 | 1–3 | —   | 1–2 |
| Miguel Iturralde  | 1–1 | 1–0 | 4–2 | 1–0 | 1–1 | —   |

## Hexagonal final

### Clasificación
| Pos. | Equipo              | Pts. | PJ | G | E | P | GF | GC | Dif. |  |
| ---- | ------------------- | ---- | -- | - | - | - | -- | -- | ---- |  |
| 1    | Aampetra            | 19   | 10 | 5 | 4 | 1 | 12 | 7  | +5   |  |
| 2    | Espoli              | 17   | 10 | 5 | 2 | 3 | 11 | 9  | +2   |  |
| 3    | Juventud            | 12   | 10 | 3 | 3 | 4 | 18 | 15 | +3   |  |
| 4    | Miguel Iturralde    | 12   | 10 | 2 | 6 | 2 | 8  | 8  | 0    |  |
| 5    | Deportivo Meridiano | 12   | 10 | 3 | 3 | 4 | 10 | 14 | −4   |  |
| 6    | Deportivo Quito     | 8    | 10 | 2 | 2 | 6 | 9  | 15 | −6   |  |

 Fuente: AFNA Pichincha, GALA Deporte
Criterios de clasificación: 1) Puntos; 2) Diferencia de goles; 3) Goles marcados; 4) Goles de visitante
|  | Campeón. Clasificado a los play-offs de Segunda Categoría 2021.    |
|  | Subcampeón. Clasificado a los play-offs de Segunda Categoría 2021. |
|  | Clasificados a los play-offs de Segunda Categoría 2021.            |

### Evolución de la clasificación
| Equipo / Fecha      | 01 | 02 | 03 | 04 | 05 | 06 | 07 | 08 | 09 | 10 |
| ------------------- | -- | -- | -- | -- | -- | -- | -- | -- | -- | -- |
| Aampetra            | 3  | 2  | 1  | 1  | 2  | 1  | 1  | 1  | 1  | 1  |
| Espoli              | 2  | 1  | 2  | 2  | 1  | 2  | 2  | 2  | 2  | 2  |
| Juventud            | 5  | 3  | 5  | 5  | 4  | 5  | 6  | 6  | 5  | 3  |
| Miguel Iturralde    | 4  | 5  | 4  | 4  | 3  | 4  | 4  | 4  | 4  | 4  |
| Deportivo Meridiano | 1  | 4  | 3  | 3  | 5  | 6  | 3  | 3  | 3  | 5  |
| Deportivo Quito     | 6  | 6  | 6  | 6  | 6  | 3  | 5  | 5  | 6  | 6  |

### Resultados
- Los horarios corresponden al huso horario de Ecuador: (UTC-5).

| Deportivo Quito     | 1 - 2 | Espoli   | Complejo Ney Mancheno      | 3 de julio | 12:00 |
| Miguel Iturralde    | 1 - 1 | Aampetra | Liga Parr. de Guayllabamba | 3 de julio | 12:00 |
| Deportivo Meridiano | 3 - 2 | Juventud | Liga Parr. de Pomasqui     | 3 de julio | 14:30 |

| Juventud | 3 - 2 | Deportivo Quito     | General Rumiñahui         | 7 de julio | 10:30 |
| Espoli   | 1 - 0 | Miguel Iturralde    | Liga Parr. de San Antonio | 7 de julio | 11:00 |
| Aampetra | 1 - 0 | Deportivo Meridiano | General Rumiñahui         | 7 de julio | 15:30 |

| Deportivo Quito     | 0 - 1 | Miguel Iturralde | Complejo Ney Mancheno  | 10 de julio | 12:00 |
| Aampetra            | 2 - 1 | Juventud         | General Rumiñahui      | 10 de julio | 12:00 |
| Deportivo Meridiano | 0 - 0 | Espoli           | Liga Parr. de Pomasqui | 10 de julio | 14:30 |

| Espoli           | 0 - 0 | Juventud            | Liga Parr. de San Antonio  | 14 de julio | 11:00 |
| Miguel Iturralde | 2 - 2 | Deportivo Meridiano | Liga Parr. de Guayllabamba | 14 de julio | 12:00 |
| Deportivo Quito  | 0 - 0 | Aampetra            | Complejo Ney Mancheno      | 14 de julio | 14:00 |

| Deportivo Meridiano | 0 - 2 | Deportivo Quito  | Orlando Baquero   | 17 de julio | 11:00 |
| Aampetra            | 0 - 1 | Espoli           | General Rumiñahui | 17 de julio | 12:00 |
| Juventud            | 1 - 1 | Miguel Iturralde | General Rumiñahui | 18 de julio | 11:00 |

| Espoli           | 2 - 3 | Aampetra            | Liga Parr. de San Antonio  | 24 de julio | 11:00 |
| Miguel Iturralde | 2 - 2 | Juventud            | Liga Parr. de Guayllabamba | 24 de julio | 12:00 |
| Deportivo Quito  | 2 - 1 | Deportivo Meridiano | General Rumiñahui          | 24 de julio | 14:00 |

| Aampetra            | 2 - 0 | Deportivo Quito  | General Rumiñahui      | 28 de julio | 10:30 |
| Deportivo Meridiano | 1 - 0 | Miguel Iturralde | Liga Parr. de Pomasqui | 28 de julio | 11:00 |
| Juventud            | 1 - 2 | Espoli           | General Rumiñahui      | 28 de julio | 15:30 |

| Espoli           | 1 - 2 | Deportivo Meridiano | Liga Parr. de San Antonio  | 31 de julio | 11:00 |
| Miguel Iturralde | 0 - 0 | Deportivo Quito     | Liga Parr. de Guayllabamba | 31 de julio | 12:00 |
| Juventud         | 1 - 2 | Aampetra            | General Rumiñahui          | 1 de agosto | 11:00 |

| Deportivo Quito     | 1 - 4 | Juventud | General Rumiñahui          | 7 de agosto | 14:30 |
| Miguel Iturralde    | 1 - 0 | Espoli   | Liga Parr. de Guayllabamba | 7 de agosto | 14:30 |
| Deportivo Meridiano | 1 - 1 | Aampetra | Liga Parr. de Pomasqui     | 7 de agosto | 14:30 |

| Espoli   | 2 - 1 | Deportivo Quito     | Liga Parr. de San Antonio  | 14 de agosto | 11:00 |
| Juventud | 3 - 0 | Deportivo Meridiano | General Rumiñahui          | 14 de agosto | 11:00 |
| Aampetra | 0 - 0 | Miguel Iturralde    | Liga Barrial de San Carlos | 14 de agosto | 11:00 |

### Tabla de resultados cruzados
| Local \ Visitante   | MER | ESP | JUV | SDQ | AAM | MIG |
| ------------------- | --- | --- | --- | --- | --- | --- |
| Deportivo Meridiano | —   | 0–0 | 3–2 | 0–2 | 1–1 | 1–0 |
| Espoli              | 1–2 | —   | 0–0 | 2–1 | 2–3 | 1–0 |
| Juventud            | 3–0 | 1–2 | —   | 3–2 | 1–2 | 1–1 |
| Deportivo Quito     | 2–1 | 1–2 | 1–4 | —   | 0–0 | 0–1 |
| Aampetra            | 1–0 | 0–1 | 2–1 | 2–0 | —   | 0–0 |
| Miguel Iturralde    | 2–2 | 1–0 | 2–2 | 0–0 | 1–1 | —   |

### Campeón
| Bandera de Quito |
| Club Deportivo Mayor Pedro Traversari 1.er título Clasificado a los zonales de la Segunda Categoría 2021 y a la Copa Ecuador 2022. |
| También clasificó Espoli como subcampeón, Juventud como tercer puesto y el Club Miguel Iturralde como cuarto puesto.               |

## Clasificación general
| Pos. | Equipos             | Prom. | Pts. | PJ | PG | PE | PP | GF | GC | Dif. | Fase en la que concluyó su participación |
| ---- | ------------------- | ----- | ---- | -- | -- | -- | -- | -- | -- | ---- | ---------------------------------------- |
| 1.   | Aampetra (C)        | 1.850 | 37   | 20 | 10 | 7  | 3  | 36 | 16 | +20  | Hexagonal final                          |
| 2.   | Espoli              | 1.895 | 36   | 19 | 11 | 3  | 5  | 30 | 18 | +12  | Hexagonal final                          |
| 3.   | Juventud            | 1.684 | 32   | 19 | 9  | 5  | 5  | 30 | 18 | +12  | Hexagonal final                          |
| 4.   | Miguel Iturralde    | 1.500 | 30   | 20 | 7  | 9  | 4  | 23 | 21 | +2   | Hexagonal final                          |
| 5.   | Deportivo Meridiano | 1.789 | 34   | 19 | 10 | 4  | 5  | 27 | 21 | +6   | Hexagonal final                          |
| 6.   | Deportivo Quito     | 1.053 | 20   | 19 | 5  | 5  | 9  | 20 | 26 | −6   | Hexagonal final                          |
| 7.   | Da Encarnação       | 1.600 | 16   | 10 | 5  | 1  | 4  | 13 | 11 | +2   | Primera fase                             |
| 8.   | JIT                 | 0.889 | 8    | 9  | 2  | 2  | 5  | 5  | 9  | −4   | Primera fase                             |
| 9.   | S. D. Rayo          | 0.889 | 8    | 9  | 2  | 2  | 5  | 11 | 17 | −6   | Primera fase                             |
| 10.  | Univ. San Francisco | 0.667 | 6    | 9  | 1  | 3  | 5  | 8  | 18 | −10  | Primera fase                             |
| 11.  | Aussie              | 0.667 | 6    | 9  | 2  | 0  | 7  | 11 | 22 | −11  | Primera fase                             |
| 12.  | Sandino             | 0.400 | 4    | 10 | 1  | 1  | 8  | 7  | 24 | −17  | Primera fase                             |

## Goleadores
| Pos. | Jugador       | Equipo           | Goles |
| ---- | ------------- | ---------------- | ----- |
| 1    | Daniel Porozo | Juventud         | 14    |
| 2    | Duman Herrera | Aampetra         | 13    |
| 3    | Yordan Ayoví  | Miguel Iturralde | 11    |
| 4    | Jhon Palacios | Espoli           | 7     |
| 5    | David Mina    | S. D. Rayo       | 4     |